# Agrias latona
Agrias latona är en fjärilsart som beskrevs av Biedermann 1935. Agrias latona ingår i släktet Agrias och familjen praktfjärilar. Inga underarter finns listade i Catalogue of Life.